# Nagara (Índia)
Nagar o Nagara és una població de Karnataka al districte de Shimoga a 88 km a l'oest de Shimoga. La seva població el 1901 era de 715 habitants. El seu nom original fou Bidaruhalli (poble de bambú) i vers el 1640 va esdevenir la capital del reis de Keladi o Ikkeri amb el nom de Bidarur o Bidanur, deformat en Bednur. Va créixer tan ràpidament i va arribar suposadament a cent mil cases i fou anomenada popularment com Nagara o Nagar (la ciutat) amb unes muralles de 12 km de circumferència i deu portes. El 1763 la va ocupar Haidar Ali que va planejar convertir-la en nova capital i li va donar el nom de Haidarnagar; hi va establir un arsenal i una fàbrica de moneda i va encoratjar als comerciants a establir-se a la ciutat; el 1783 fou ocupada pels britànics però recuperada per Tipu Sultan; el 1789 fou rebatejada Nagar. Fou el centre de la rebel·lió de 1830. El 1881 es va formar la municipalitat però el 1893 va perdre la capitalitat de la taluka i la seva població va baixar i finalment el 1904 va esdevenir una "union". La taluka de Nagar, a l'oest del districte, tenia 1.364 km² i una població el 1901 de 40.455 habitants; el 1893 la capital va passar de Nagar a Kalurkatte; hi havia 205 pobles; la muntanya principal era el Kodachadri (1.367 metres) al nord-oest.